# Sheila au Zénith 85
Albums de Sheila
Je suis comme toi
(1984) Tendances (album)
(1988)
Sheila au Zénith 85 est le premier album live de Sheila immortalisant son spectacle Enfin sur scène au Zénith, enregistré au Zénith de Paris et sorti en 1985.

## Liste des titres
1. Vivre mieux
2. Je suis comme toi
3. Vis vas
4. La tendresse d'un homme[1]
5. La vérité qu'on nous ment
6. Guerriers Massai[1]
7. La chanteuse
8. Tangue au
9. Film à l'envers
10. Medley grands succès
11. Spacer
12. Mon p'tit loup
13. L'école est finie
14. Bang bang
15. L'écuyère
16. Emmenez-moi
17. Singing in the rain
18. Présentation musiciens
19. Jumbo loo[1]
20. America[1]
21. Love me baby
22. Rappel : Je suis comme toi & L'école est finie

## Crédits

### Le spectacle

#### Musiciens et autres artistes
- Chef d'orchestre : Olivier Masselot
- Guitare 1 : Jean Soullier
- Guitare 2 : T "Blast" Murray
- Guitare basse : Vincent Perrot
- Percussions : Bernard Wantier
- Claviers 1 : Olivier Masselot
- Batterie: Christophe Deschamps
- Trompette 1 : Caco Bessot
- Trompette 2 : Tony Brenes
- Cuivres : Alex Perdigon
- Saxophone : Patrick Bourgoin
- Chœurs : Guida de Palma, Diane Dupuis, Alice Terrell
- Danseurs : Kalle Silva, Jamie Costa, Ania Barre, Pascal Vedrine, Catherine Steiner, Véronica Newth, Gregory Brock

#### Production du spectacle
- Titre : Enfin sur scène au Zénith
- Représentations du 22 février au 17 mars 1985 au Zénith de Paris, puis en tournée.
- Mise en scène : Pierre Fuger et Yves Martin
- Chorégraphie : Pierre Fuger
- Costumes : Jean-Paul Gaultier
- Décors : Robin & Comtet
- Lumières : Jacques Rouveyrollis et Roch Segovia
- Régisseur du spectacle : Daniel Larue
- Producteur du spectacle: Jean-Claude Camus

### L’album
- Réalisation : Yves Martin et Olivier Masselot
- Mixage : Andy Lyden réalisé au studio Miraval
- Gravure : Translab (Jean-Pierre Bouquet)

## Production
- Édition Album original :
  - double 33 tours / LP Stéréo  83 New Era, distribution Carrère 66247 sorti en 1985
  - Cassette audio  83 New Era, distribution Carrère 76.247 sortie en 1985

- Réédition de l'album :
  - Édition CD  East West 13660.2, date de sortie : 1996.
  - Édition en double CD  Warner 0190295794019, inclus dans Le Coffret essentiel Vol. 2 (Les Années New Chance). date de sortie : 2017

- Photographies pochette recto : James Andanson, verso et intérieur : Bernard Mouillon
- Conception pochette : Georges Auger

## Autour du spectacle
- Sheila au Zénith a été filmé en mars 1985 avec l'agence Sygma, mais l’enregistrement vidéo de ce spectacle n'est pas de bonne qualité. Une exploitation commerciale n'a donc pas pu être réalisée.